# Oreochromis variabilis
Espèce
Statut de conservation UICN

 CR B1ab(i,ii,iii,iv,v) : 
En danger critique
Synonymes
Oreochromis variabilis est une espèce de poisson de la famille des cichlidae et de l'ordre des Cichliformes. Cette espèce est endémique de l'Afrique. Il fait partie des nombreuses espèces regroupées sous le nom de Tilapia.

## Répartition géographique
Cette espèce est endémique de l'Afrique. Cette espèce ce rencontre dans le Lac Victoria et ses affluents ; le Nil Victoria au-dessus des chutes de Murchison ; dans le Lac Kyoga, le lac Kwania et le lac Salisbury. Les populations ont fortement diminué ou ont disparu dans de nombreuses régions du bassin du lac Victoria.